# Clementine Ford
Clementine Ford (ur. 29 czerwca 1979) – amerykańska aktorka.

## Życiorys
Córka aktorki Cybill Shepherd i właściciela nocnego klubu Davida Forda. W 1998 roku, gdy towarzyszyła matce podczas ceremonii wręczenia Złotych Globów, uhonorowana została laurem Miss Golden Globe.
W branży aktorskiej debiutowała w roku 1998; wówczas wystąpiła w dwóch odcinkach serialu Cybill, którego gwiazdą była jej matka (w czołówce uwzględniono ją jako "Clementine Shepherd-Ford"). Pierwszą istotną rolę zagrała w slasherze Geoffreya Wrighta Krew niewinnych (Cherry Falls, 2000), gdzie wcieliła się w drugoplanową postać Annette Duwald, licealistki-śmiertelnej ofiary seryjnego mordercy. Przełom w jej karierze nastąpił w 2007 roku, gdy jako 28-latka otrzymała rolę Molly Kroll w serialu Showtime Słowo na L (The L Word), którą odgrywała przez dwa kolejne sezony, aż do roku 2009. Od kwietnia 2009 występuje w operze mydlanej SOAPnet Żar młodości (The Young and the Restless) jako Mackenzie Browning (wcześniej Abbott). W roli tej zastąpiła aktorki Ashley Bashioum (1999–2002; 2004–2005), Kelly Kruger (2002–2003) i Rachel Kimsey (2005−2006).
W latach 2000–2004 była żoną kanadyjsko-amerykańskiego aktora Chada Todhuntera. Mimo to na początku 2009 roku wyznała, że jest osobą homoseksualną. W maju tego samego roku na łamach magazynu Soap Opera Digest ujawniła, iż żyje w związku z Lindą Perry. Mieszka w Los Angeles.

## Filmografia
- Girltrash: All Night Long (2010) jako Xan
- Żar młodości (The Young and the Restless, od 2009) jako Mackenzie Browning (serial TV)
- Słowo na L (The L Word, 2007–2009) jako Molly Kroll (serial TV)
- Dr House (House, M.D., 2004) jako Samantha Campbell (serial TV)
- Ostatnie pożegnanie (The Last Goodbye, 2004) jako Agnes Shelby
- E! Special: Famous Last Names (2004) jako ona sama (program TV)
- 20/20 (2004) jako ona sama (program TV)
- Jordan (Crossing Jordan, 2003) jako młoda kobieta (serial TV)
- Krew niewinnych (Cherry Falls, 2000) jako Annette Duwald
- Dziewczyny z drużyny (Bring It On, 2000) jako cheerleaderka
- American Pie, czyli sprawa dowCipna (American Pie, 1999) jako dziewczyna przy komputerze
- Cybill (1998) jako Leah (serial TV)